# Красна Горка (Єльниківський район)
Красна Го́рка (рос. Красная Горка, ерз. Красная Горка) — селище у складі Єльниківського району Мордовії, Росія. Входить до складу Новодівиченського сільського поселення.
Населення — 21 особа (2010; 219 у 2002).
Національний склад (станом на 2002 рік):
- росіяни — 79 %